# Marco Musuro
Marco Musuro (in greco Μάρκος Μουσοῦρος?, Markos Mousouros; Candia, 1470 circa – Roma, 24 ottobre 1517) è stato un umanista, letterato e poeta greco.

## Biografia
Marco Musuro nacque a Candia, nell'isola di Creta, attorno all'anno 1470 ed era membro di una delle grandi famiglie cretesi. Il padre è stato da alcuni identificato in tale Γεώργιος ὁ Μουσοῦρο, uno dei testimoni del testamento datato al 27 settembre 1486 di Teodoro Τουρλινός, ma in effetti nulla sembra collegarlo col nostro Musuro. Altra teoria è quella che si basa sul testo della sottoscrizione del codice Laurentianus LVII 5, dove il copista si firma come Μάρκος Ἰωάννου ma l'identificazione di questo scriba con Marco Musuro non trova d'accordo tutti gli studiosi, soprattutto M. Sicherl.
Nulla si conosce riguardo alla sua educazione da ragazzo: non si sa se sia stato educato in una scuola oppure da un precettore in casa.
Certo è che per completare la sua istruzione, come era uso presso le nobili famiglie cretesi dell'epoca, si recò in Italia e più precisamente a Firenze attorno all'anno 1486. Nella città medicea ebbe come maestro Giano Lascaris (1445?-1534) e questo è un fatto certo confermato dalla sua Ode a Platone (v. 59, Λασκαρέων γενεῆς ἐρικυδέος ἄκρον ἄωτον).
Si è a conoscenza di almeno dieci codici che copiò durante la sua permanenza a Firenze, in quattro dei quali si trova pure la sottoscrizione ἐν Φλορεντίᾳ. Si tratta di autori abbastanza ricercati e quasi tutti in prosa, a eccezione di Licofrone e degli scolii ad Euripide e di quelli a Sofocle. Tutti questi codici sono formati da quinioni con piegatura in quarto, filigrane per la maggior parte dei tipi Briquet “Aigle” 86-91, iniziali in maiuscola epigrafica delineate da una doppia striscia di colore rosso-rosa o ruggine. La similarità dei codici conferma che questi manoscritti (tra i quali il Laur. LVII,52) furono vergati tutti nello stesso periodo dal medesimo copista, appunto Marco Musuro.
Nel Vat. gr. 1336 (manoscritto contenente Senofonte, De Socratis dictis, Dione Crisostomo e Plutarco, Moralia) nel margine superiore del foglio 199 (il primo del quaternione 199-206) si trova la scritta “Candie 1491”. Ciò fa supporre che durante quell'anno il Musuro si sia recato per un breve periodo a Creta, poiché il resto del manoscritto è invece stato completato a Firenze nel 1493, come riporta la sottoscrizione al f. IIIv.
Allievi assieme a lui a Firenze dovevano essere anche Michele Trivolis (1470-1556) e Aristobulo Apostolis (Candia 1468/69- Venezia 1535), del quale troviamo la grafia in due fogli all'interno di un codice vergato dal Musuro (Par. Gr. 2799, ff. 21-22v) e che copiò anche negli stessi anni (1492-93) due manoscritti ora conservati in Biblioteca Nazionale Marciana che Musuro usò come antigrafi del Burney 96 e del Laur. LVII 52.
Nel 1494, dopo la morte di Lorenzo il Magnifico, Musuro lasciò Firenze e si spostò a Venezia dove iniziò la collaborazione con Aldo Manuzio. Qui infatti lo troviamo nel 1495 quando copia un manoscritto ora conservato all'Escorial contenente Alessandro di Afrodisia. La sottoscrizione al f. 125 è “Ἐν Βενετίαις μηνὸς ἰουλλίου ια´1495”. Inoltre si conosce da una deposizione di Musuro del 1498 che verso la fine del 1495 egli si recava a Candia dopo aver lasciato i suoi libri al copista Cesare Stratego; vi rimase per più di un anno. Ritornò sicuramente a Venezia nel 1497
Un curioso evento che coinvolse il dotto cretese avvenne nel 1498. Durante un processo che vedeva come imputato Andrea Servos tenutosi all'inizio di marzo, vennero chiamati Giorgio Vergizi, Giovanni Gregoropulo e Marco Musuro; per stabilire se un codice contenente testi di magia in greco dal titolo Interpretatio Solomontis ad filium suum Roboam (riconosciuto nel Taurin, gr, C. VII, 15) fosse stato vergato dall'imputato, ci si basò su altre due sue lettere in greco per riconoscerne la grafia. Questo libro era stato trovato dallo stesso Musuro presso Cesare Stratego (che era morto proprio durante l'assenza del Cretese) cui aveva lasciato anch'egli i propri libri prima di partire e, non riconoscendolo come proprio, lo aveva consegnato a Giuseppe vescovo di Metone. L'esame calligrafico eseguito da Musuro è estremamente accurato, basandosi sull'analisi delle lettere Β e Φ, sulla qualità della carta e sulla rapidità della scrittura: “Item mi è sta' monstrato una lettera scrita in greco, [...] et domandato se questa lettera è de una medema man che fuo scritto dito libro, respondo come che ho fato comparation in certe lettere, come sia dir B et Φ et altre generaliter et particulariter, et segondo che la mia conscientia me morde me par che s'asomeliano forte, vero è con diversa presteza et inchiostro et diligentia de conzamento de la charta[...]”.
Tra il 1497 ed il 1499 Musuro collaborò a diverse edizioni in prevalenza di Aldo Manuzio:
- Crastonus, Dictionarium Graecum (Aldo, Venezia, dic. 1497)
- Aristophanes cum scholiis (Aldo, Venezia, 15 lug. 1498)
- Epistolae diversorum philosophorum (Aldo, Venezia, 1498-1499)
- Etymologicum Magnum (Zaccaria Calliergi e Nicola Vlastos, Venezia, 8 lug. 1499)

Gli specialisti sono concordi nel ritenere l'edizione degli scolî ad Aristofane una delle migliori mai realizzate.
Marco Musuro si recò nel dicembre 1499 prima a Ferrara e poi si trasferì a Carpi, dove ottenne l'incarico di precettore e bibliotecario del principe Alberto III Pio, posto che prima aveva occupato Aldo Manuzio. Nel 1502 tornò a Venezia dove lavorò assieme con quest'ultimo a due nuove edizioni:
- Statius, Silvarum libri (Aldo, Venezia, nov. 1502)
- Euripides (Aldo, Venezia, feb. 1503)

Fu poi nominato dalla Repubblica di Venezia professore di greco a Padova nel 1505, quando morì Lorenzo da Camerino, in sua sostituzione (giacché questi si era recato a Lisbona nel 1500) insegnava però dal 22 luglio 1503, sebbene non fosse di ruolo. Il suo insegnamento a Padova si rivelò un evento importantissimo. Annoverò infatti, tra coloro che seguivano le sue lezioni, studenti da tutta Europa come Johannes Cuno ed Erasmo da Rotterdam
Dai Diari di Marin Sanudo si sa che Marco Musuro nel gennaio 1505, quindi mentre era professore a Padova, si candidò per l'incarico di professore di greco a Venezia. Il suo concorrente era Niccolò Leonico Tomeo che ottenne poi la cattedra. Nel 1509 Musuro perse il posto poiché lo Studio di Padova chiuse a causa della guerra provocata dalla Lega di Cambrai contro la Repubblica veneziana. Riprese quindi nuovamente la collaborazione con Aldo Manuzio per l'edizione di Plutarco del marzo 1509: in effetti il codice Ambr. C 195 inf., antigrafo usato dalla tipografia aldina, contiene delle note di sua mano.
Inoltre in questo periodo a Musuro fu affidato dalla Serenissima Repubblica l'importante e delicato incarico di traduttore dei documenti di Stato scritti in greco. Nel 1511 divenne anche professore di greco a Venezia non lasciando però il suo incarico di traduttore. Sanudo menziona Musuro in compagnia di alcuni personaggi di spicco della Venezia dell'epoca tra i quali Alberto III Pio, Cristoforo e Carlo Cappello.
Tra il 1513 ed il 1514 fu incaricato di insegnare ai giovani nobili della scuola della Cancelleria ducale dove venivano educati i futuri dirigenti della Repubblica.
Fu questo un momento importante per la sua carriera, che è documentato in una nota di sua mano datata 17 ottobre 1514 nel codice Par. gr. 2697, contenente il Commento all'Odissea di Eustazio di Tessalonica:
ἄπαν ὁ Μουσοῦρος ἀνελέξατο μέχρι τῆς ἐσχάτης συλλαβῆς ὅτε δημοσία τὸν ὅμηρον ἐνετίησι ἡρμήνευε τοῖς εὐπατρίδαις ἀφιδ‘ μηνὸς ὀκτωβ. ιζ‘.
E. Mioni in un suo importante saggio individua i codici aventi una dedica scritta dal dotto cretese durante il periodo veneziano (1509-1516); possiamo così renderci conto delle sue conoscenze in base ai dedicatari: troviamo tra questi insigni umanisti come Andrea Navagero, Scipione Carteromaco, G.B. Egnazio, il cardinal Domenico Grimani, Pietro Bembo e Urbano Bolzani; vi sono poi esponenti delle famiglie patrizie quali Gaspare e Taddeo Contarini, Giovanni Cornaro, Girolamo Zeno e Jacopo Semitecolo. Inoltre, le dediche ci permettono pure di conoscere i nomi di alcuni suoi allievi provenienti dalle famiglie patrizie: Paolo, Ladislao e Lorenzo Priuli, Antonio Mocenigo, Antonio Brocardo, Bertucci Soranzo e Carlo Cappello.
Tra questi codici uno, il Marc. gr. IX, 8, il Musuro singolarmente lo dedica a se stesso: “Μάρκῳ Μουσούρῳ τῷ κρητὶ δημοσίῳ καθηγητῇ”. Mioni nota che se gli fosse stato dedicato da altri vi sarebbe stata una profusione di elogi che qui invece manca del tutto. Tra i personaggi appena menzionati particolare importanza per Marco Musuro riveste Carlo Cappello (Venezia 1492- Cipro 1546), esponente di una celebre famiglia veneziana. Fu a lui che il Cretese lasciò i libri al momento della partenza per Roma e sembra essere lui il Carlo al quale Musuro dedica dei versi in almeno cinque codici (tra cui uno un tempo conservato a Madrid ed ora perduto). Nel Vat. Palat. gr. 261, vergato da Michele Apostolis, Musuro gli dedica sei trimetri giambici contenenti un gioco di parole riguardo alla proprietà del manoscritto:
Κάρλου τόδ' οὐκ ἔστ' ἀλλὰ Μουσούρου κτέαρ

Κάρλου τόδ' ἐστὶν οὐχὶ Μουσούρου κτέαρ.

Κάρλου τόδ' ἐστὶν ἠδὲ Μουσούρου κτέαρ.

Τύχης τόδ' ἐστὶ κτῆμα καὶ τῶν χρωμένων

ἀλλ' οὔτε Κάρλων οὔτε Μουσούρων κτέαρ.»
(Questo è degli amici, non è solo proprietà di Carlo.

Questo non è di Carlo, ma è proprietà di Musuro

Questo è proprietà di Carlo o di Musuro.

Questo è proprietà della sorte e di chi lo usa,

ma né è possesso di Carlo, né di Musuro.)
Il Vat. Palat. gr. 287, la cui grafia è stata identificata come di Michele Apostolis, riporta altri due componimenti-dedica vergati dal Musuro per Carlo: uno si compone di due esametri ed è al f. 2v mentre un altro al f. 237v e datato dalla sottoscrizione al “X° Iulii M.D.XI. Venetiis”e reca scritto in inchiostro diverso “Musuri”, si tratta di dieci trimetri giambici:
ἀκτῖνα πέμπων, λαμπρὲ παντὸς αἰθέρος

ὀφθαλμὲ, κόσμου τ' ὄμμα φωταυγέστατον,

ὦ παντεπόπτα Φοῖβε πανδερκέστατε,

ἐξ οὗ τεθρίπποις ἐμβεβὼς χρυσηνίοις

τέμνεις ἀειδίνητος ἀστέρων ὀδόν,

εἶδες πότ' εἶδες γῆς ὅλης λεύσσων πέδον

πολυσπερῶν τ' ἄνωθεν ἀνθρώπων πόλεις

ἅγαλμα τοῖον, τοῖον ἔρνος εὐθαλὲς

οἶος πέφυκε Κάρλος οὗ κτέαρ τόδε.»
Infine, un'altra dedica a Carlo, questa in distici elegiaci, la troviamo nel Vat. Palat. gr. 275 (f. di guardia 8v), identica a quella che si trova nell'Ambr. A 164 sup., solamente che in quest'ultimo è preceduta dalla scritta “μάρκου μ.” e riporta la variante ἀκερσοκόμας al posto del corretto άκερσεκόμης. Il Musuro dimostra in effetti una spiccata propensione poetica; infatti, oltre ad uno svariato numero di epigrammi o di brevi componimenti, suoi sono anche l'Ode a Platone (Ὠδὴ εἰς Πλάτωνα) ed un “Πιστεύω” recentemente edito da F. Pontani in un codice miscellaneo. L'Ode a Platone è un componimento poetico in cento distici elegiaci che venne pubblicata nel[1513 nell'edizione aldina a stampa di Platone curata da Musuro stesso. Quest'ode è stata ritenuta una tra le manifestazioni poetiche in lingua greca più alte del Rinascimento e rispecchia il particolare periodo di rinascenza della filosofia platonica durante il quale fu composta. Il credo è vergato nel codice Ἐθνικὴ Βιβλιοθήκη τῆς Ἑλλάδος1062, opera d' un unico scriba, identificato con Pacomio Rusanos, ma contenente diversi scritti di varia natura. Esso occupa i fogli 302v-303v e, ovviamente, non è autografo del Musuro sebbene l'attribuzione non sia in dubbio sia per il titolo: Μάρκου Μουσούρου τὸ πιστεύω δι' ἑξαμέτρων, che per alcune lampanti somiglianze stilistiche con l'Ode a Platone. Con i suoi quarantasette versi (sebbene ci sia una lacuna) questo testo è quindi il secondo più lungo conosciuto del Musuro, ed è di carattere religioso: si tratta infatti di una rielaborazione in versi della professione di fede cristiana, esercizio stilistico diffuso in epoca bizantina anche se il suo stile è molto diverso dagli esempi precedenti soprattutto nell'uso di una onomastica di derivazione pagana come per esempio Οὐλύμποιο per significare oὐρανοῦ. La datazione non è certa, ma sicuramente il componimento è successivo al 1501, poiché prima di quella data il manoscritto Pal.gr. 90, contenente la Parafrasi del Vangelo di San Giovanni di Nonno di Panopoli alla quale il Musuro sicuramente s'ispira, non era ancora giunto Venezia e non ne era ancora uscita l'edizione aldina, della quale fu l'unico antigrafo. Comunque questo poema non andò in circolazione o molto probabilmente venne destinato dall'autore ad un ambito privato. Va notato comunque dal punto di vista teologico che nel suo simbolo lo Spirito Santo procede solo dal Padre e non anche dal Figlio; dogma questo della Chiesa ortodossa e non di quella romana.
Forse il Musuro compose questa poesia durante gli anni 1514-1515 quando fece parte della Confraternita dei Greci di Venezia, il che testimonia appunto la sua vicinanza all'ortodossia cristiana ed alla comunità greca veneziana, cosa che comunque non glì impedì successivamente di essere nominato vescovo da Papa Leone X. Dai Diari del Sanuto apprendiamo che, il 5 maggio 1515 Marco Musuro venne proposto per l'incarico di direttore di una libreria in “Terra nuova” dove sarebbero stati custoditi i libri donati dal Bessarione, all'epoca ancora chiusi in alcune voluminose casse. Ma successivamente venne fatto il nome di Giambattista Egnazio ed infine fu scelto per il posto Andrea Navagero.
Musuro collaborò sempre con Manuzio nell'allestimento di sei edizioni durante questo periodo in cui risiedette a Venezia:
- Pindarus (Aldo, Venezia, gen. 1513/1514)[16]
- Oratores graeci (Aldo, Venezia, apr. 1513)
- Alexander Aphrodisiensis in Topica Aristotelis (Aldo, Venezia, set. 1513)
- Plato (Aldo, Venezia, set. 1513)[17]
- Hesychius (Aldo, Venezia, ago. 1514)[18]
- Athenaeus (Aldo, Venezia, ago. 1514)

Dopo la morte di Aldo Manuzio nel febbraio del 1515 lavorò per i Giunta alle edizioni di:
- Theocritus (Firenze, gen. 1515)
- Oppianus (Firenze, lug. 1515)

Infine riprese a lavorare per la tipografia aldina:
- Grammatica di Aldo, postuma, nov. 1515, con prefazione di Marco Musuro dedicata a Jean Grolier.
- Gregorius Nazianzenus, apr. 1516, apr. 1516, con prefazione di Marco Musuro dedicata a Jean de Pins, vescovo di Rieux.
- Pausania, lug. 1516, con una lettera in greco di Marco Musuro per Giano Lascaris. La prefazione di questa edizione è totalmente in greco.
- Strabo, solamente iniziata dal Musuro: Benedetto Tirreno porterà a termine nel novembre del 1516, essendo il Cretese partito per Roma.

In questo periodo il Musuro aveva ancora l'incarico di traduttore delle lettere di Stato scritte in greco come dice Sanuto, ma era pure supervisore religioso di ciò che in lingua greca veniva pubblicato, carica da lui stesso dichiarata nella prefazione dell'edizione delle orazioni di Gregorio Nazianzeno sopra citata. Nel 1517 tradusse in lingua latina il trattato sulla gotta (Liber de podagra) di Demetrio Pepagomeno.
Nel giugno del 1516 papa Leone X lo nominò vescovo (ovviamente di rito latino) di Ierapetra e arcivescovo di Monemvasia Musuro non raggiunse comunque mai i luoghi dove avrebbe dovuto svolgere il nuovo incarico. Il 7 ottobre 1516 presentò al Doge di Venezia i suoi rispetti poiché stava per partire per Roma, città nella quale Marco Musuro fu preceduto dalla propria fama di uomo dotto. Compare anche in un dialogo scritto da Niccolò Liburnio ne Le occorrenze umane, che si svolge il 13 maggio 1517 in una villa poco fuori dalla città capitolina ed il tema della discussione è la nobiltà.
Pare comunque che il Musuro avesse intenzione di tornare presto a Venezia ad insegnare Greco, stando a quanto riferisce Sanuto nei Diari. Il 10 settembre 1517 riporta: “A la seconda letera, dil Musuro, per esser amalado, à mandato il suo secretario a caxa a dimandar la opinion sua. Li disse voleva venir a Venecia a lezer [...] et sarà a Venecia a principio dil Studio”. Scrisse poi nel dicembre 1517 (quando Musuro era però ormai morto): “hessendo mancato il reverendo domino Marco Masuro episcopo di Gierapetra et arziepiscopo di Malvasia, qual voleva tornar a lezer in questa terra a la letura greca”.
Marco Musuro morì prematuramente sabato 24 ottobre 1517 a Roma.. Marco Minio, ambasciatore veneziano nella città capitolina in una lettera datata al 29 ottobre 1517 (un giovedì) ne dava la notizia: “[...] E perché la V. Serenità per una sua mi commette che debba intendere quando il reverendissimo Mousuro è per venire a Venetia alla sua lettura, li significo come lui grandemente desiderava ritornare a leggere, né delle cose di qui molto si sodisfaceva, ma l'è piaciuto al Nostro Signore Iddio di chiamarlo a Se, e domenica a hore X morse. È stato sepolto molto honoratamente. Sono state all'essequie, oltre il gran numero di episcopi, l'oratore dell'Imperatore Portugallo et ancora io i salutai per nome del Reverendissimo Cardinal di Medici del qual lui era familiare. Ha lassato suoi commissarii il Signor Alberto da Carpi e D. Zuan Lascari.[...]”
Della morte parla anche Sanuto il 31 ottobre 1517:“Lo episcopo Mussuro morse Sabato con gran dolor di tutti. È stato amalato do mexi, era venuto eticho.”
Ne ricorda sempre lo stesso la scomparsa il 28 novembre dello stesso anno: “Item, di la morte di domino Marco Muxuro episcopo di Gierapetra et arziepiscopo di Malvasia, homo dotisimo in greco, stato amalado assai [...]”
Fu sepolto nella chiesa di S. Maria della Pace. L'epitaffio fu scritto da Antonio d'Amiterno:
Musure, mansure parum, properata tulisti
praemia: namque cito tradita, rapta cito.
Di Musuro Erasmo da Rotterdam darà la celebre definizione: “Musurus autem ante senectutem periit, [...] vir natione Graecus, nempe Cretensis, sed Latinae linguae usque ad miraculum doctus: quod vix ulli Graeco contigit praeter Theodorum Gazam, et Ioannem Lascarem, qui adhuc in vivis est. Deinde totius philosophiae non tantum studiosissimus, vir summis rebus natus, si superesse licuisset”.

## Manoscritti o incunaboli recanti la mano di Musuro
Vedi la fonte
| Segnatura                            | Contenuto                                                    | Grafia (intero testo)/Note/Ex libris/dedica                                                                      |
| ------------------------------------ | ------------------------------------------------------------ | --- |
| Scor. Φ.II.6                         | Alexander Aphrodisiensis                                     | Grafia |
| Laur. LVI 20                         | Philostratus, Cornutus, Callistratus                         | Grafia |
| Laur. LVII 52                        | Lysia, Gorgia                                                | Ex libris |
| Laur. LX 10                          | Aristoteles, Ars rhetorica                                   | Grafia |
| Laur. XCI sup. 6                     | Scolia in Euripidem                                          | Grafia |
| Burney 96                            | Oratores attici                                              | Grafia, poesia                                                                                                   |
| Harley 5577                          | Dioniges Periegetes, comm. Eustathii                         | Grafia, epigramma                                                                                                |
| Ambr. A 64 sup.                      | Simplicius in Aritostelem                                    | Ex libris (f.160v) κτῆμα Μουσούρου                                                                               |
| Ambr. A 164 sup.                     | Proclus in Euclidem                                          | Poesia per Carlo                                                                                                 |
| Ambr. C 195 inf.                     | Plutarchus, Moralia                                          | note di Musuro                                                                                                   |
| Mutin. α Τ 8,1                       | Racendytes, comm. in Aristotelem                             | Ex libris (f.157v) Μουσούρος αφή οκτωβρ. ζ'                                                                      |
| Mutin. α Τ 8,19                      | Muzalon, Triodion                                            | Ex libris ( f. IIIv)Μουσούρου καὶ τῶν χρωμένων                                                                   |
| Mutin α U 5,10                       | Aristophanes                                                 | Nota di provenienza (f.1)                                                                                        |
| Mutin. α U 8,3                       | Diodorus Siculus                                             | Ex libris (f.1v) Μουσούρου κτέαρ ἦν εὔτε τάδ'ἐγράφετο                                                            |
| Modena, Arch. St. Lett.Scr. Gr II 14 | ---                                                          | Epigramma |
| Cromwell 10 (parz.)                  | M. Cantacuzenus                                              | Grafia, epigramma                                                                                                |
| Par.Gr. 1395                         | Strabo                                                       | note di Musuro                                                                                                   |
| Par.Gr. 1903                         | Aspasius in Aristotelem                                      | note di Musuro                                                                                                   |
| Par.Gr. 2131 (ff.158-192)            | Raccolta di lettere                                          | Grafia |
| Par.Gr. 2697                         | Eustathius in Iliadem                                        | Nota di possesso (f.484v)                                                                                        |
| Par.Gr. 2799 (parz.)                 | Scholia in Sophoclem                                         | Grafia, Ex libris (f.A) Μουσούρου καὶ (μᾶλλον δὲ) τῶν χρωμένων                                                   |
| Par.Gr.2810                          | Euripides                                                    | Nota di provenienza (f.100v) ἐκ τῆς Μουσούρου δωρεᾶς                                                             |
| Par.Gr. 2840                         | Lykophrones                                                  | Grafia |
| Par.Gr.2915                          | Eustathius Macrembolites                                     | Ex libris, epigramma (f.102v) Μάρκος ἐγὼ τάδε πάντα κελαινοτάτοιο ῥεέθρου/τὸν κάλαμον πλήσας, γράψα φίλ'ὀτραλέως |
| Par.Gr.2947                          | Aeschines                                                    | Ex libris |
| Par.Gr.2976                          | Sopatrus                                                     | Grafia |
| Vat.Gr. 41                           | Pindarus, Olympica, Pythica                                  | Ex libris (f. di guardia) Μουσούρου κτέαρ ἦν εὖτε τάδ'ἐγράφετο                                                   |
| Vat.Gr. 1336                         | Xenophon De Socratis dictis, Dio Chrysostomus, Plutarchus    | Grafia, ex libris (f. IIIv) Μουσούρου καὶ τῶν χρωμένων                                                           |
| Vat. Lat. 4105, f. 111               | Lettera di Musuro ad Aldo                                    | Grafia |
| Vat.Palat.Gr.261                     | Diogenes Laertius, Strabo                                    | Poesia per Carlo                                                                                                 |
| Vat.Palat.Gr 275                     | Libanius, Michail Apostolis                                  | Poesia per Carlo                                                                                                 |
| Vat.Palat.Gr. 287                    | Tragici                                                      | Poesie per Carlo                                                                                                 |
| Vat.Barb.Gr. 186                     | Misc. astronomica                                            | f.IIIv, nota di Musuro                                                                                           |
| Vat. Incun. I 50                     | Homerus, ediz. Firenze 1488                                  | note di Musuro                                                                                                   |
| Vat. Incun. III 81                   | Anthol. Gr. Firenze 1494                                     | note di Musuro e versi                                                                                           |
| Marc.Gr. IV 8                        | Alexander Aphrodisiensis                                     | Dedica di Musuro a Lorenzo Priuli                                                                                |
| Marc.Gr. IV 10                       | Alexander Aphrodisiensis                                     | Dedica di Musuro ad Antonio Mocenigo                                                                             |
| Marc.Gr IV 26                        | Sextus Empiricus                                             | Dedica di Musuro a Giovanni Cornaro                                                                              |
| Marc.Gr IV 29                        | Stobaeus                                                     | Dedica di Musuro                                                                                                 |
| Marc.Gr. V 4                         | Galenus                                                      | Dedica di Musuro                                                                                                 |
| Marc.Gr. V 5                         | Galenus                                                      | Dedica di Musuro                                                                                                 |
| Marc.Gr VII 6                        | Dionigi d'Alicarnasso                                        | Dedica di Musuro a Bertucci Soranzo                                                                              |
| Marc.Gr VII 7                        | Diodorus Siculus                                             | Dedica di Musuro a Girolamo Zeno                                                                                 |
| Marc.Gr VII 8                        | Diodorus Siculus                                             | Dedica di Musuro a Giovanni Abramio                                                                              |
| Marc. Gr. VII 9                      | Polienus                                                     | Grafia (ff. 142-258v), dedica ad Antonio Marsilio                                                                |
| Marc.Gr. VIII 1                      | Oratores Attici                                              | Dedica di Musuro                                                                                                 |
| Marc.Gr.VIII 6                       | Oratores Attici                                              | Dedica di Musuro a Paolo e Ladislao Priuli                                                                       |
| Marc.Gr. VIII 7                      | Aelius Aristides                                             | Dedica di Musuro ad Urbano Bolzani                                                                               |
| Marc.Gr. VIII 10                     | Rhetores Graeci                                              | Dedica di Musuro a Domenico e Marino Grimani                                                                     |
| Marc. Gr. IX 5                       | Scholia in Iliadem                                           | Dedica di Musuro a Taddeo Contarini                                                                              |
| Marc.Gr. IX 6                        | Hesiodus, Cornutus, Palaephatus                              | Grafia di Demetrio Damila; posseduto da Musuro                                                                   |
| Marc.Gr. IX 8                        | Pindarus                                                     | Ex libris Μάρκῳ Μουσούρου τῷ κρητὶ δημοσίῳ καθηυητῇ                                                              |
| Marc.Gr. IX 10                       | Euripides                                                    | Grafia, dedica di Musuro a Jacopo Semitecolo, versi di Musuro per Gioacchino Torriano (Τρὶς πἀρος οὐρανόθεν κλ.) |
| Marc.Gr. IX 22                       | Lycophrones, Apollonius Rhodius                              | Grafia (f.98r- fine)                                                                                             |
| Marc.Gr. IX 38                       | Anthol.Gr. ediz. Firenze 1494                                | Note mss |
| Marc.Gr. XI 12                       | Geoponica                                                    | Grafia ff 1-150v                                                                                                 |
| Marc.Gr.X 1                          | Apollonius, Ephestion, Teo                                   | Dedica di Musuro ad Alvise Bembo                                                                                 |
| Marc.Gr.XI 13                        | Dionysius Periegetes, Eustathius                             | Dedica di Musuro a Girolamo Zeno                                                                                 |
| Marc.Gr. XI 14                       | Eustathius Macrembolites, Moscopulus, Planudes, Philostratus | Dedica di Musuro ad Alvise Bembo                                                                                 |
| Marc. Gr. Z 257                      | Hesychius, Lexicon                                           | note di Musuro                                                                                                   |
| Vindob. Hist. Gr. 33                 | Thycidides                                                   | Ex libris (f.VI) Μουσουρος κρης                                                                                  |
| Vindob. Phil. Gr. 185                | Plutarcus, Zenobius                                          | Monogramma"MSR"                                                                                                  |
| Haun.Gks 415b, 2°                    | Eustathius in Odysseam                                       | Note di Musuro                                                                                                   |